# Geirröd (jätte)
Geirröd var i nordisk mytologi en jätte som i en berättelse utmanar gudarna Tor och Loke. 
Geirröd tillfångatar Loke när denne uppträder i falkhamn och för att ge honom friheten kräver han att Tor ska komma till honom utan Mjölner och Megingjord. Det går Loke med på, och släpps. Tor och Loke beger sig därefter till Geirröds boning på dessa villkor. På vägen möter de Grid, en jättinna som Tor tidigare haft ett kärleksmöte med, och hon ger Tor en trollstav, ett nytt styrkebälte och ett par järnhandskar. När gudarna senare ska korsa älven Vimur sätter sig Geirröds dotter Gjalp gränsle över vattendraget och urinerar så att det svämmar över. Tor hugger då tag i en rönn och lyckas rädda både sig själv och Loke iland. Väl framme vid jättens boning sätter sig Tor på en stol som lyfts upp mot taket. Tor tar då spjärn så att stolen krossar Geirröds båda döttrar Gjalp och Greip. Därefter möter Geirröd Tor i en kamp där jätten kastar glödande järn på Tor. Jätten döljer sig bakom en järnpelare och Tor slänger det glödande järnet så att det far tvärs igenom både pelaren och jätten.